# Hotel Savoy (Winnyzja)
Das Hotel Savoy (ukrainisch Готель «Савой» (Вінниця)) ist ein Hotelgebäude auf der Soborna-Straße 48 im Zentrum der ukrainischen Stadt Winnyzja. Es war eines der angesehensten Hotels der Stadt. Das Hotel gleichen Namens befindet sich heute auf der Soborna-Straße 69.

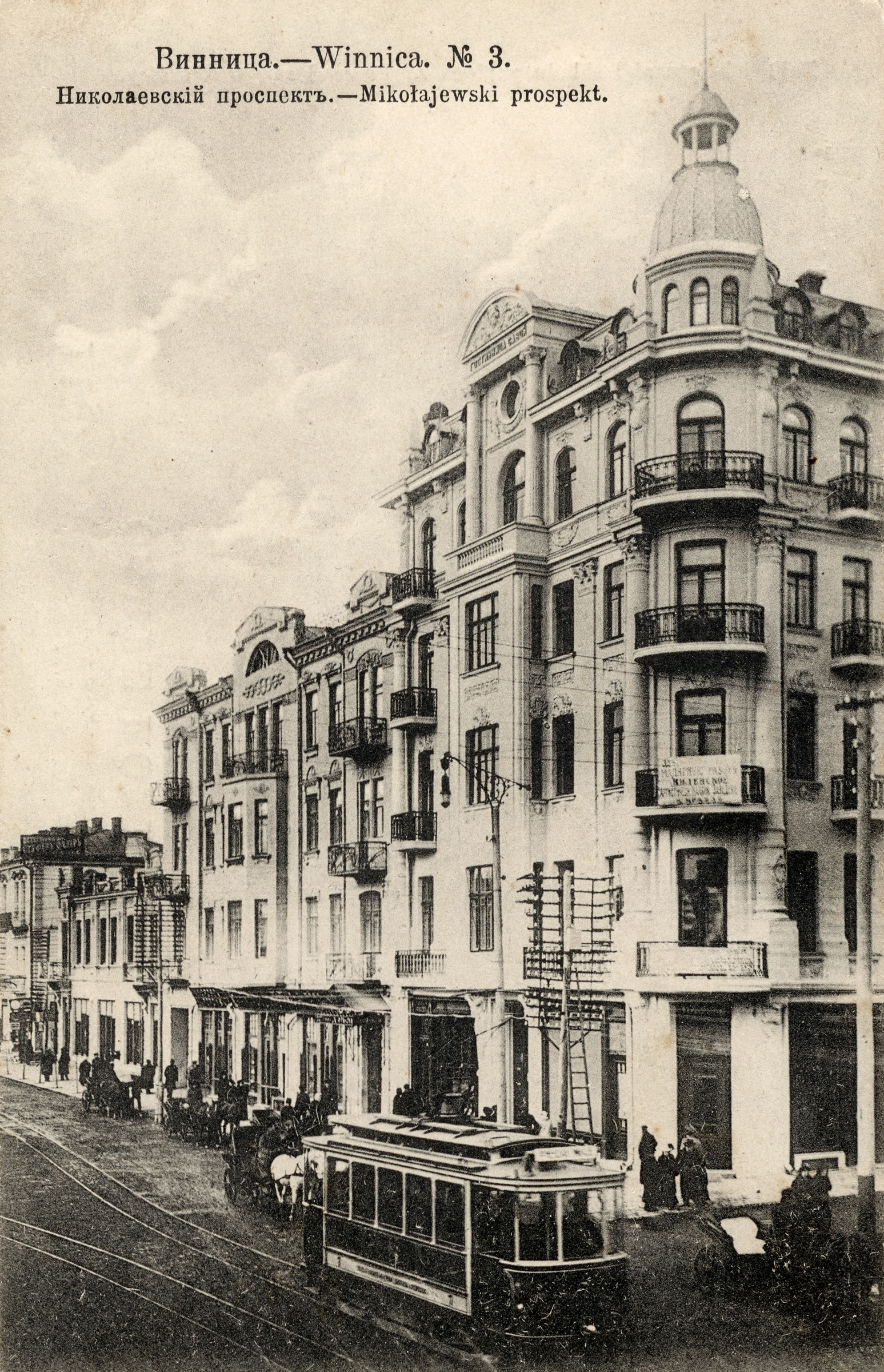
Das Hotel Savoy Mitte der 1910er Jahre

## Geschichte
Der sechsstöckige Hotelbau wurde 1912/1913 nach Plänen des Hauptarchitekten der Stadt Winnyzja Hryhorij Artynow (Григорій Григорович Артинов; 1860–1919) im eklektizistischen Stil mit Balustraden, kompliziertem Stuck, abgerundeten Ecken der Fensternischen für den ukrainischen Kaufmann Berisha Lehtman (Беріша Лехтман) errichtet.
Das Hotelgebäude besaß für die damalige Zeit eine moderne Ausstattung wie unter anderem ein eigenes Kraftwerk, elektrisches Licht, einen elektrischen Aufzug, Warmwasserversorgung und Abwasserentsorgung. Es diente als eines der vorzeigbarsten Hotels der Provinz Podolien bis zu Beginn des Bürgerkriegs den Bedürfnissen der höheren Gesellschaft.
Während des Bürgerkrieges befand sich 1917 das Militärische Revolutionskomitee und 1918 ein Deutsches Kommando im Hotel. Im Bürgerkrieg residierte hier im Februar 1919 das Direktorium der Ukrainischen Volksrepublik (darunter unter anderem Wolodymyr Wynnytschenko und Symon Petljura), nachdem es sich aus dem von Bolschewisten bedrohten Kiew nach Winnyzja zurückgezogen hatte. Im März 1919 war es das Hauptquartier der 1. Ukrainischen Sowjet-Division unter N. Schtschors und 1920 wurde es Sitz des Provinzausschusses der Provinz Podolien.
Nach dem Krieg wurde es zum Palast der Arbeit umgebaut. Im Zweiten Weltkrieg geriet das Gebäude unter Granatbeschuss und wurde beinahe zerstört. Ein Wiederaufbau in etwas vereinfachter Form mit nur fünf Etagen erfolgte bis 1953. Nach der Restaurierung wurde das Gebäude als eines der besten Hotels der Ukraine wiedereröffnet und erhielt den Namen Ukraine. Nach der Unabhängigkeit der Ukraine 1991 verringerte sich die Qualität des Hotels jedoch und bis 2010 sank die Einordnung des Hotels nach internationaler Klassifizierung der Hotellerie auf zwei Sterne. Da die Mittel für eine umfassende Restaurierung fehlten, übernahm die Stadtverwaltung von Winnyzja das Gebäude des ehemaligen Hotels Savoy und vermietete es am 30. Juni 2010 an den Winnyzja-Verwaltungsgerichtshof.